# Dempo
Le Dempo est un volcan situé dans le Sud-Ouest de Sumatra en Indonésie, à environ 350 km au nord-ouest du détroit de la Sonde. Son altitude est de 3 173 m.
Un paquebot fut exploité par la compagnie maritime néerlandaise Rotterdam Lloyd sous le nom de Dempo entre 1931 et 1944 sur la ligne Europe - Sud Asie.

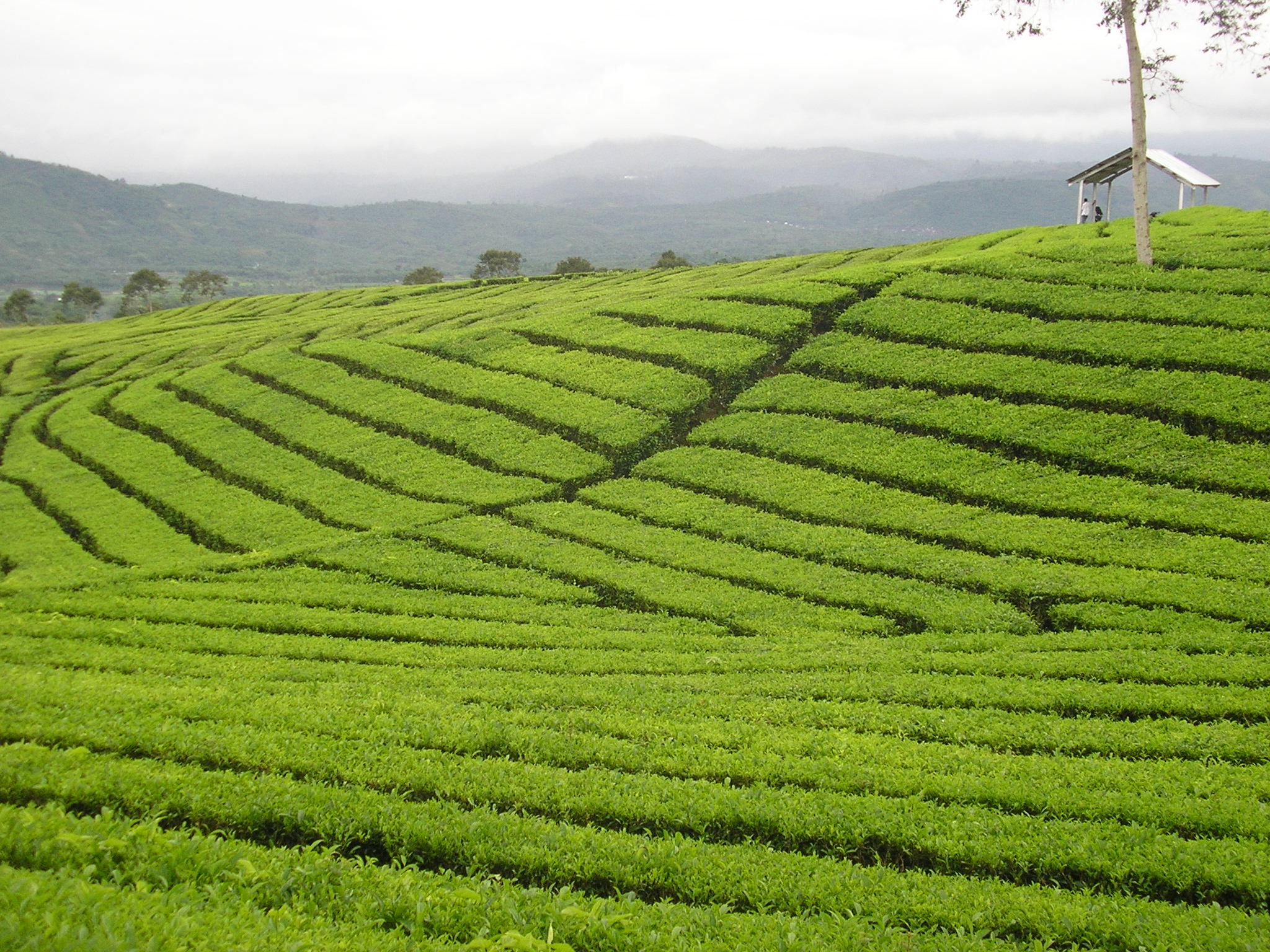
Plantation de thé sur les pentes du Dempo.